# 영국의 외무장관
국왕 폐하의 외무·영연방 수석장관(His Majesty's Principal Secretary of State for Foreign and Commonwealth Affairs), 통칭 외무장관(Foreign Secretary)은 영국 내각에서 외교를 총괄하는 장관이다.
영국 외무장관은 외무영연방부의 수장으로서, 영국판 CIA인 MI6, 영국판 NSA인 정보통신본부(GCHQ)의 기관장을 지휘하며, 그 임무결과에 대한 책임을 진다.

## 통치행위
영국 비밀정보국법(Intelligence Services Act 1994) 제7조는 국외에서 벌어지는 비밀작전이 외무장관의 허가 아래 이뤄지는 경우 형사상 민사상 법적 책임을 지지 않는다고 규정한다. 비밀작전에 7조를 적용해 달라는 요청은 9·11 테러 이후 급증해, 2009년에만 500건의 외무장관 서명이 이뤄졌다.
즉 영국 총리의 승인 없이, 영국 외무장관 단독 승인하에, 통치행위가 광범위하게 인정된다. 영국 외무장관으로부터 살인면허를 받은 스파이로, 영화 속의 주인공이기도 한 007의 제임스 본드가 유명하다. 이러한 스파이 제도의 원조가 영국이며, 전세계 스파이들은 모두 영국 스파이를 벤치마킹한 것이다.

## 코브라
영국 외무장관이 해외 비밀작전을 승인하거나 동화상으로 실시간 작전상황을 모니터링, 지휘할 경우, 코브라 회의를 했다고 보도된다.

## 역대 외무장관 목록
| 대수                      | 대수 | 초상 | 이름 (출생~사망)             | 재임 기간        | 재임 기간        | 정당   | 군주                 | 총리                      |
| ------------------------- | ---- | ---- | ---------------------------- | ---------------- | ---------------- | ------ | -------------------- | ------------------------- |
|                           | 1    |      | 찰스 제임스 폭스 (1749~1806) | 1782년 3월 27일  | 1782년 7월 5일   | 휘그당 | 조지 3세 (1760~1820) | 로킹엄 후작 (1782)        |
|                           | 2    |      | 그랜섬 남작 (1738~1786)      | 1782년 7월 13일  | 1783년 4월 2일   | 휘그당 | 조지 3세 (1760~1820) | 샐번 백작 (1782~1783)     |
|                           | 3    |      | 찰스 제임스 폭스 (1749~1806) | 1783년 4월 2일   | 1783년 12월 19일 | 휘그당 | 조지 3세 (1760~1820) | 포틀랜드 공작 (1783)      |
|                           | 4    |      | 템플 백작 (1753~1813)        | 1783년 12월 19일 | 1783년 12월 23일 | 토리당 | 조지 3세 (1760~1820) | 윌리엄 피트 (1783~1801)   |
|                           | 5    |      | 리즈 공작 (1751~1799)        | 1783년 12월 23일 | 1791년 5월       | 토리당 | 조지 3세 (1760~1820) | 윌리엄 피트 (1783~1801)   |
|                           | 6    |      | 그렌빌 경 (1759~1834)        | 1791년 6월 8일   | 1801년 2월 20일  | 토리당 | 조지 3세 (1760~1820) | 윌리엄 피트 (1783~1801)   |
|                           | 7    |      | 리버풀 백작 (1770~1828)      | 1801년 2월 20일  | 1804년 5월 14일  | 토리당 | 조지 3세 (1760~1820) | 윌리엄 피트 (1783~1801)   |
| 시드머스 자작 (1801~1804) | 7    |      | 리버풀 백작 (1770~1828)      | 1801년 2월 20일  | 1804년 5월 14일  | 토리당 | 조지 3세 (1760~1820) |                           |
|                           | 8    |      | 해로비 남작 (1762~1847)      | 1804년 5월 14일  | 1805년 1월 11일  | 토리당 | 조지 3세 (1760~1820) | 윌리엄 피트 (1804~1806)   |
|                           | 9    |      | 멀그레이브 남작 (1755~1831)  | 1805년 1월 11일  | 1806년 2월 7일   | 토리당 | 조지 3세 (1760~1820) | 윌리엄 피트 (1804~1806)   |
|                           | 10   |      | 찰스 제임스 폭스 (1749~1806) | 1806년 2월 7일   | 1806년 9월 13일  | 휘그당 | 조지 3세 (1760~1820) | 그렌빌 경 (1806~1807)     |
|                           | 11   |      | 호윅 자작 (1764~1845)        | 1806년 9월 24일  | 1807년 3월 25일  | 휘그당 | 조지 3세 (1760~1820) | 그렌빌 경 (1806~1807)     |
|                           | 12   |      | 조지 캐닝 (1770~1827)        | 1807년 3월 25일  | 1809년 10월 11일 | 토리당 | 조지 3세 (1760~1820) | 포틀랜드 공작 (1807~1809) |
|                           | 13   |      | 배서스트 백작 (1762~1834)    | 1809년 10월 11일 | 1809년 12월 6일  | 토리당 | 조지 3세 (1760~1820) | 스펜서 퍼시벌 (1809~1812) |
|                           | 14   |      | 웰즐리 후작 (1760~1842)      | 1809년 12월 6일  | 1812년 3월 4일   | 토리당 | 조지 3세 (1760~1820) | 스펜서 퍼시벌 (1809~1812) |
|                           | 15   |      | 런던데리 후작 (1769~1822)    | 1812년 3월 4일   | 1822년 8월 12일  | 토리당 | 조지 3세 (1760~1820) | 리버풀 백작 (1812~1827)   |

### 살아있는 전직 외무장관

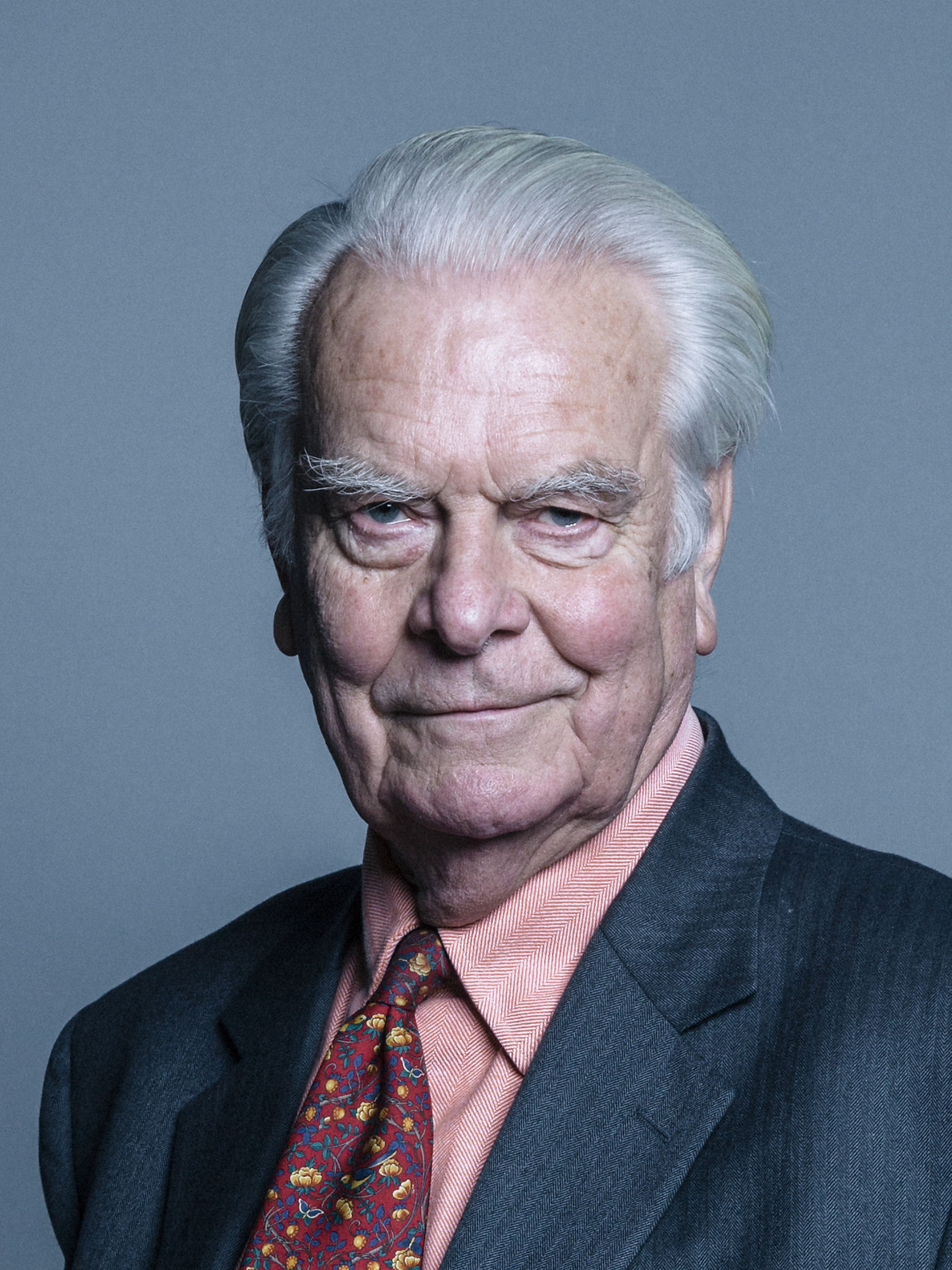
데이비드 오언 (86세)
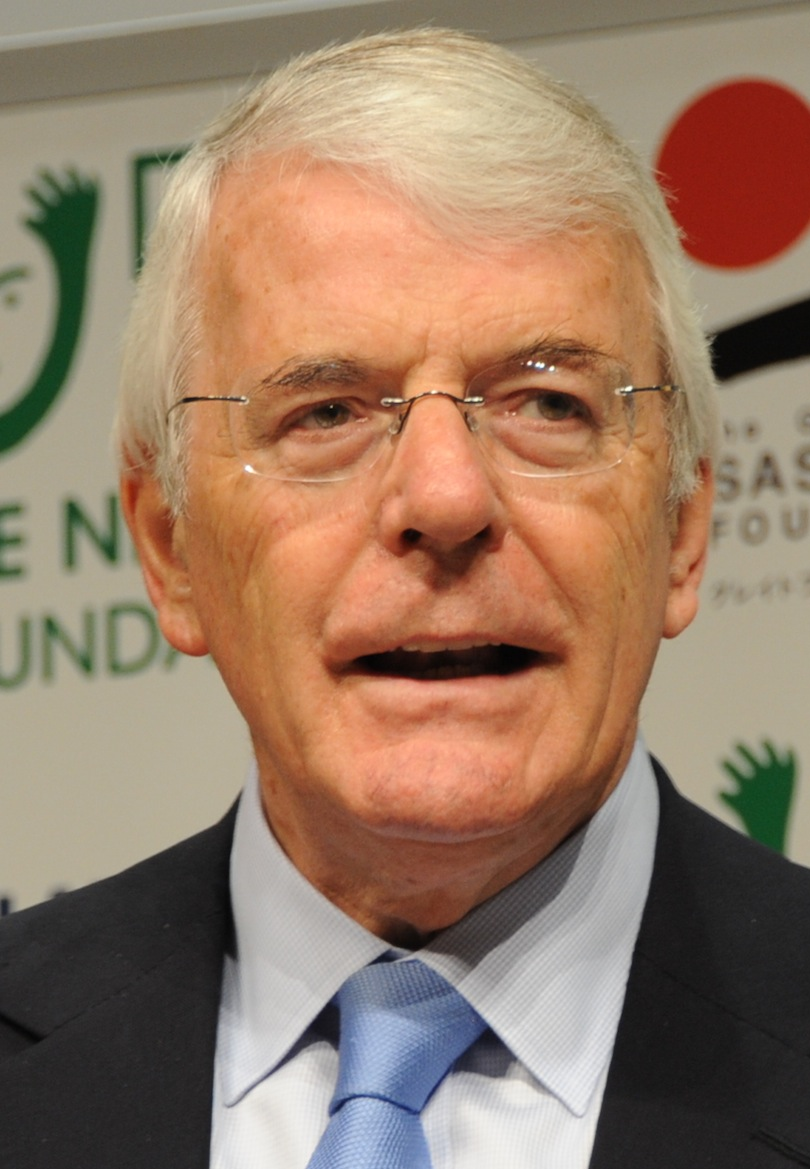
존 메이저 (82세)
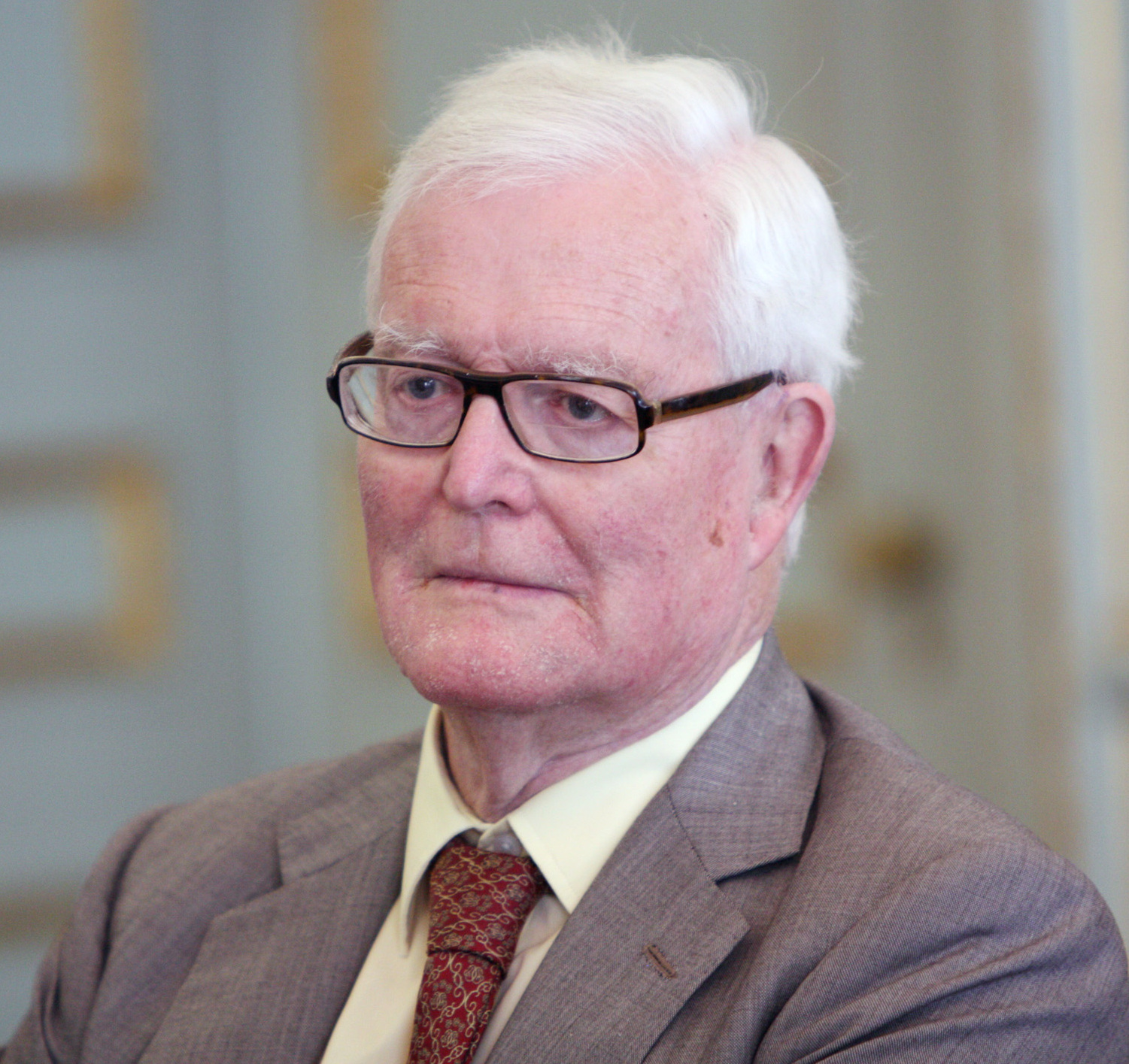
더글라스 허드 (95세)
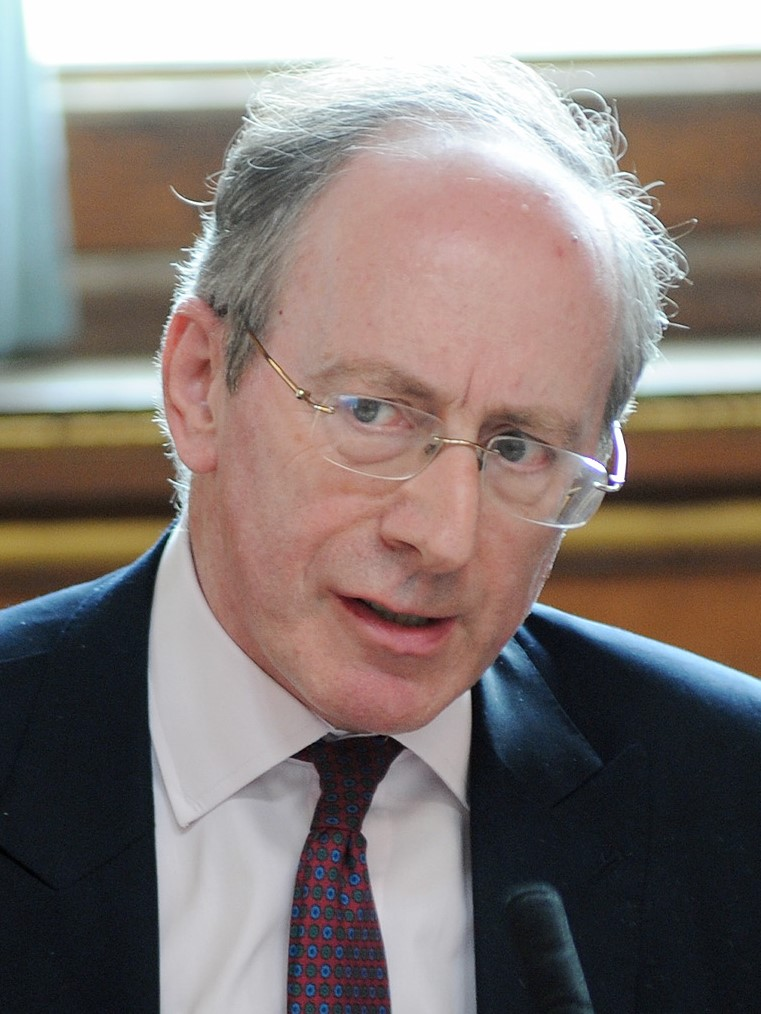
맬컴 리프킨드
(78세)
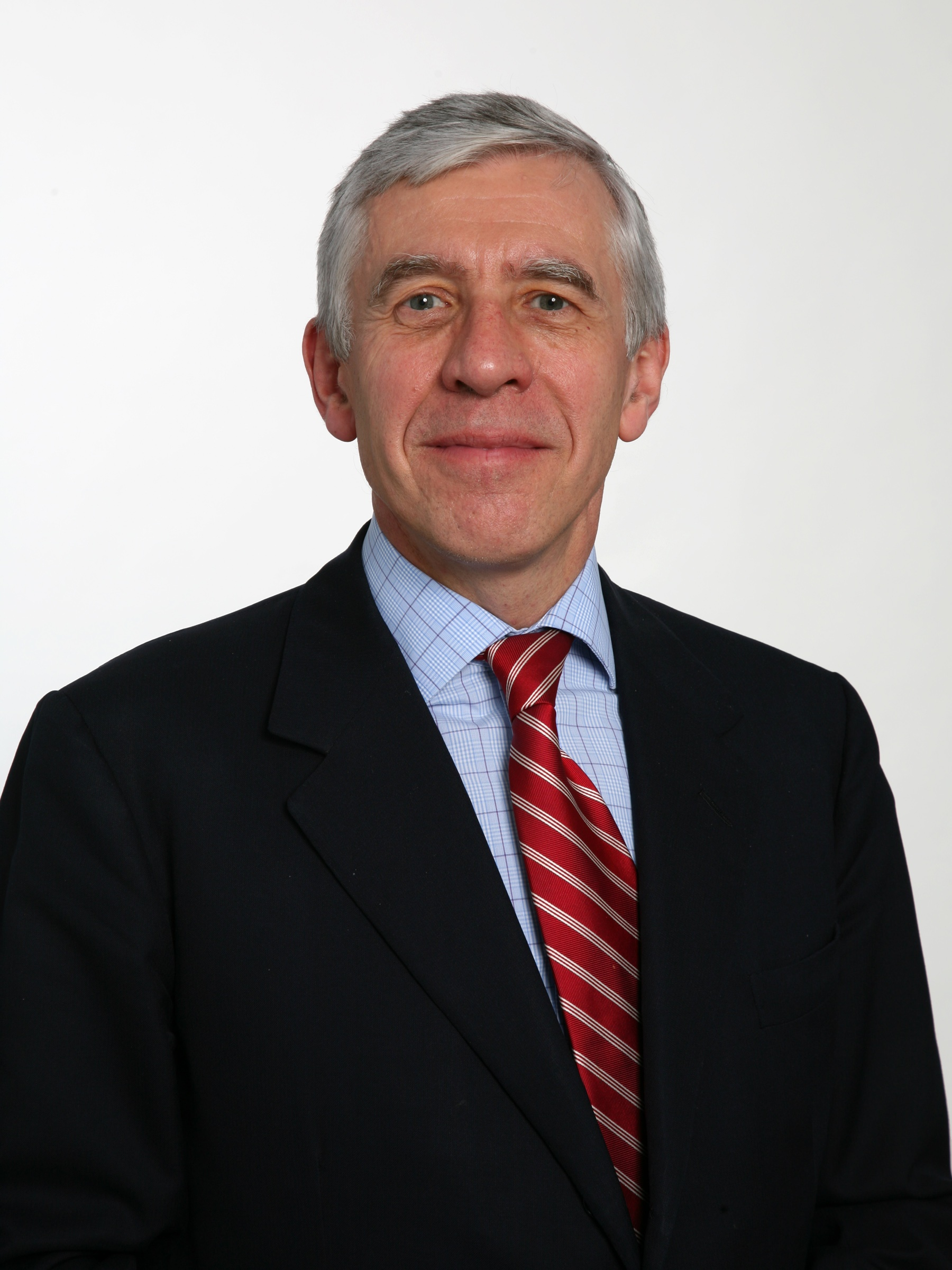
잭 스트로 (78세)
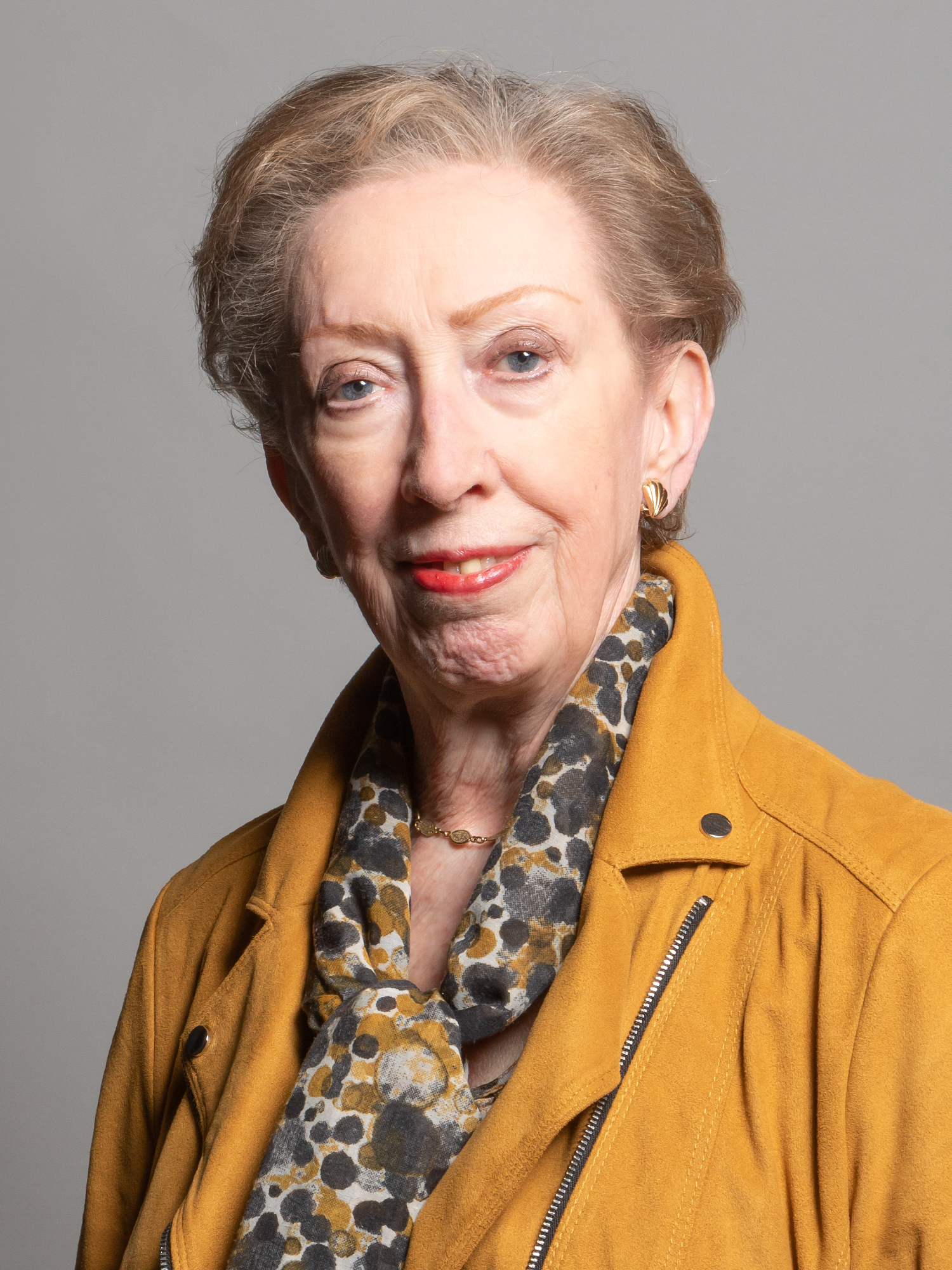
마거릿 베케트
(82세)
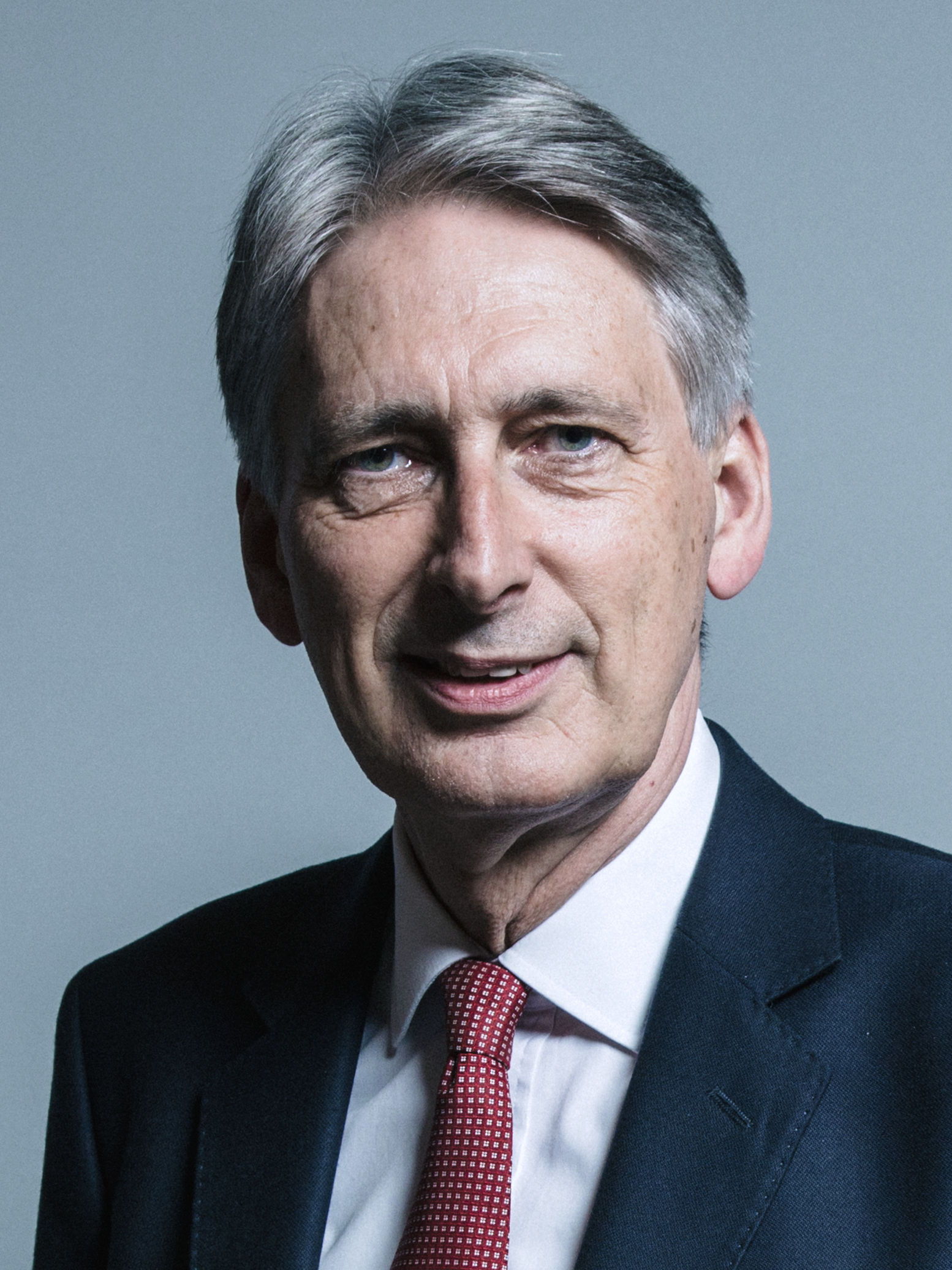
필립 해먼드 (69세)

## 같이 보기
- 외무장관
- 중대국무공직